# Manuel Gavilán Morales
Manuel Gavilán Morales (n. Mairena del Aljarafe, Sevilla, 12 de julio de 1991) más conocido como Manu Gavilán es un futbolista español que juega en la demarcación de delantero para el  C.D. Toledo de la Tercera Federación.

## Trayectoria
Nacido en  Mairena del Aljarafe, Sevilla, Gavilán se formó en la cantera del Real Betis Balompié e hizo su debut con el Betis Deportivo Balompié en la temporada 2008-09 en la Segunda División B. Después de atraer el interés del Liverpool FC y otros clubes de la Premier League, firmó por el Bologna Football Club 1909 de la Serie A el 10 de agosto de 2010, por un traspaso de 350,000 €.
Gavilán debutó con el Bologna Football Club 1909 el 18 de enero de 2011, sustituyendo a Henry Giménez en el minuto 77 de una derrota por 1-2 ante el S. S. C. Napoli en los octavos de final en la Copa de Italia. Posteriormente fue cedido hasta en tres ocasiones a los clubs italianos Piacenza Calcio, Associazione Sportiva Dilettantistica Nocerina 1910 y San Marino Calcio.
En junio de 2014, rescindió su contrato con el Bologna Football Club 1909.
El 6 de agosto de 2014, Gavilán regresó a España y firmó un contrato con el Zamora CF de la Segunda División B, donde marcó 8 tantos en la temporada 14-15. Marcó su primer gol para el equipo el 26 de octubre de 2014, marcando el primer gol de la victoria por 4-0 sobre el Atlético Astorga FC. 
En las temporada siguiente firmó por el Sportvereinigung Ried de la Bundesliga de fútbol austriaca durante una temporada.
En 2016 regresa a España para jugar en las filas del CD Eldense, Unió Esportiva Llagostera y Club Deportivo Guijuelo de Segunda División B, con el que disputó quince partidos la pasada campaña tras su llegada al club salmantino en el mercado invernal.
En verano de 2018, firma con el CD Toledo de la Tercera División al que llegaría con un currículum de más de 124 partidos en Segunda B, con 21 goles anotados.
El 31 de julio de 2019, después de dos semanas a prueba en el Happy Valley Athletic Association de la Primera División de Hong Kong, firma un contrato por una temporada. En las filas del Happy Valley Athletic Association juega 9 partidos y anota 3 goles durante la temporada 2019-20.
El 29 de julio de 2022, firma por el Lee Man FC de la Primera División de Hong Kong.

## Internacional
Fue internacional en las escalafones inferiores de España y con la Selección de fútbol sub-17 de España se proclamó en 2008 campeón del europeo sub-17.

## Clubes
| Club                                                         | País      | Año         |
| ------------------------------------------------------------ | --------- | ----------- |
| Betis Deportivo Balompié                                     | España    | 2008-2010   |
| Bologna Football Club 1909                                   | Italia    | 2010-2014   |
| Piacenza Calcio (cedido)                                     | Italia    | 2012        |
| Associazione Sportiva Dilettantistica Nocerina 1910 (cedido) | Italia    | 2012-2013   |
| San Marino Calcio (cedido)                                   | Italia    | 2013-2014   |
| Zamora CF                                                    | España    | 2014-2015   |
| Sportvereinigung Ried                                        | Austria   | 2015-2016   |
| CD Eldense                                                   | España    | 2016-2017   |
| Unió Esportiva Llagostera                                    | España    | 2017        |
| Club Deportivo Guijuelo                                      | España    | 2018-2019   |
| CD Toledo                                                    | España    | 2018-2019   |
| Happy Valley Athletic Association                            | Hong Kong | 2019 - 2022 |
| Lee Man FC                                                   | Hong Kong | 2022 - 2024 |
| CD Toledo                                                    | España    | 2024-       |